# Antoni Gawiński

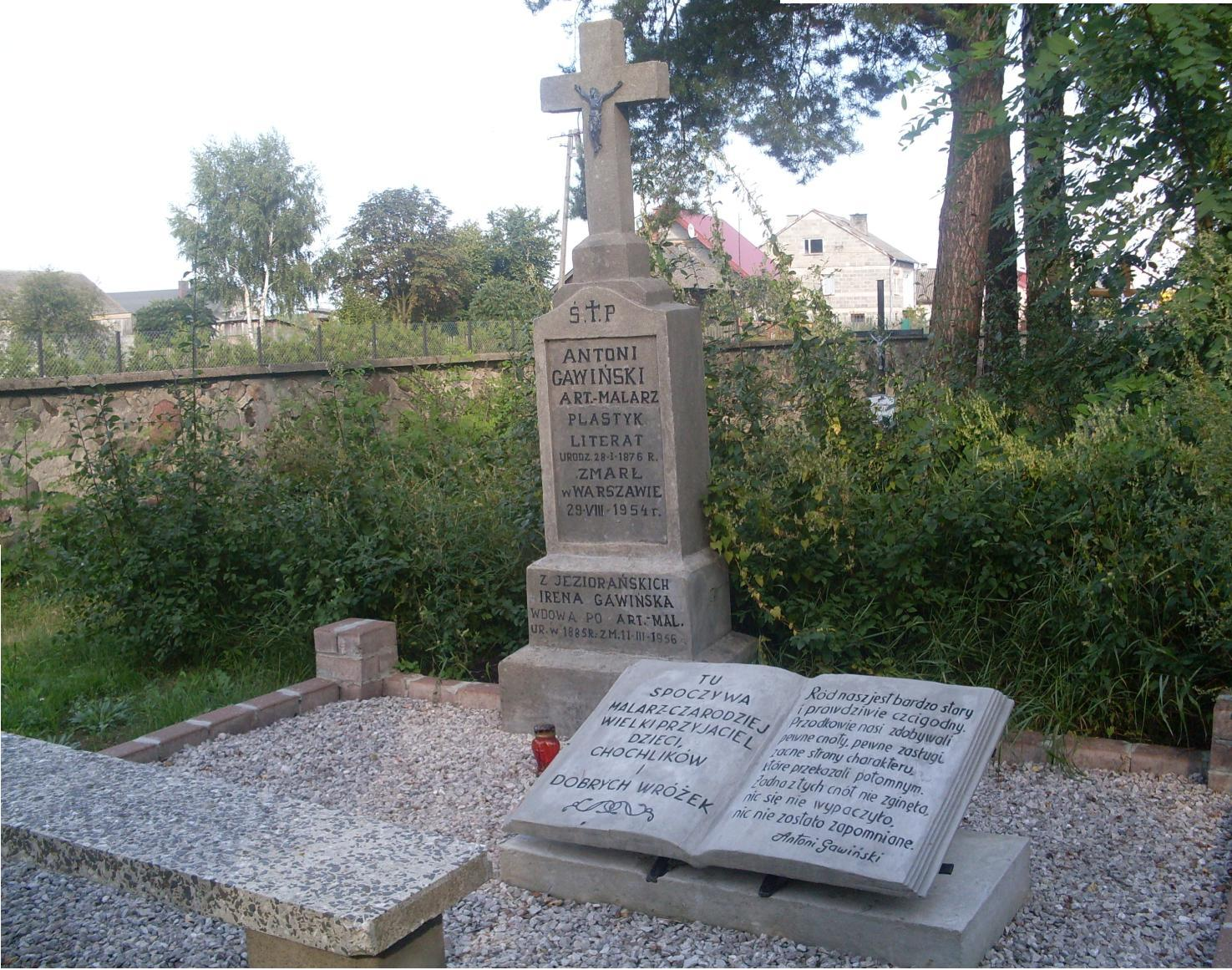
Grób Antoniego Gawińskiego w Niegowie

Antoni Gawiński (ur. 28 stycznia 1876 w Warszawie, zm. 29 lipca 1954 w Warszawie lub w Laskowie-Głuchach) – polski malarz, ilustrator książek i czasopism tworzący w stylu secesji, krytyk artystyczny, pisarz i poeta.

## Życiorys
Syn Jana i Wandy z Jeziorańskich. Studiował u Wojciecha Gersona w Szkole Rysunkowej w Warszawie. W latach 1896–1900 kontynuował studia w Akademii Sztuk Pięknych w Krakowie u Jacka Malczewskiego i Teodora Axentowicza. W roku 1899 uzupełniał wykształcenie w prywatnej szkole malarstwa Stanisława Grocholskiego w Monachium. Po ukończeniu studiów przebywał w latach 1903–1904 we Włoszech. Po powrocie z Włoch zamieszkał w roku 1904 w Warszawie. W roku 1910 poślubił Irenę z Jeziorańskich. Po powstaniu warszawskim (1944) został wysiedlony do Kamieńska, w roku 1945 osiadł we wsi Głuchy w dworku należącym do rodziny Jeziorańskich. Został pochowany na cmentarzu w Niegowie.
W zakresie sztuk plastyczny twórczość A. Gawińskiego była różnorodna, tak pod względem techniki, jak i tematyki. Stworzył przeszło 500 rysunków i obrazów, w zdecydowanej większości były to formy małe rozmiarowe, obrazy wykonywał przede wszystkim w technikach tempery, akwareli oraz gwaszu, aczkolwiek malował także farbami olejnymi i pastele, sporadycznie tworzył cynkografie. Ponadto projektował dekoracje i stroje teatralne, witraże i mozaiki, był też autorem ekslibrisów. Zajmował się także ilustracją książek i czasopism. Z wyjątkiem dzieł młodzieńczych reprezentujących realizm, tworzył głównie w stylu secesji i symbolizmu. W malarstwie i rysunkach przedstawiał pejzaże, portrety i postacie literackie, ponadto był autorem licznych obrazów religijnych. Miał kilka wystaw indywidualnych, parę jego dzieł nagrodzono.
Napisał trzy powieści: Sen życia (1906), Stella (1910) i Peregrynacje Andrzeja Wilczka (1937),  napisał też i zilustrował cztery książki dla dzieci, m.in. Lolek Grenadier, której bohaterem jest dziewięcioletni Karol, syn Bolesława Jeziorańskiego. Zajmował się też krytyką literacką na łamach kilku czasopism m.in. Sfinksa i Tygodnika Illustrowanego.
Duży zbiór rysunków i obrazów (ponad 170 szt.) Gawińskiego znajduje się w zbiorach Muzeum Narodowego w Warszawie, a pojedyncze dzieła m.in. w Muzeum Narodowym w Krakowie i Muzeum Narodowym w Poznaniu.

## Galeria

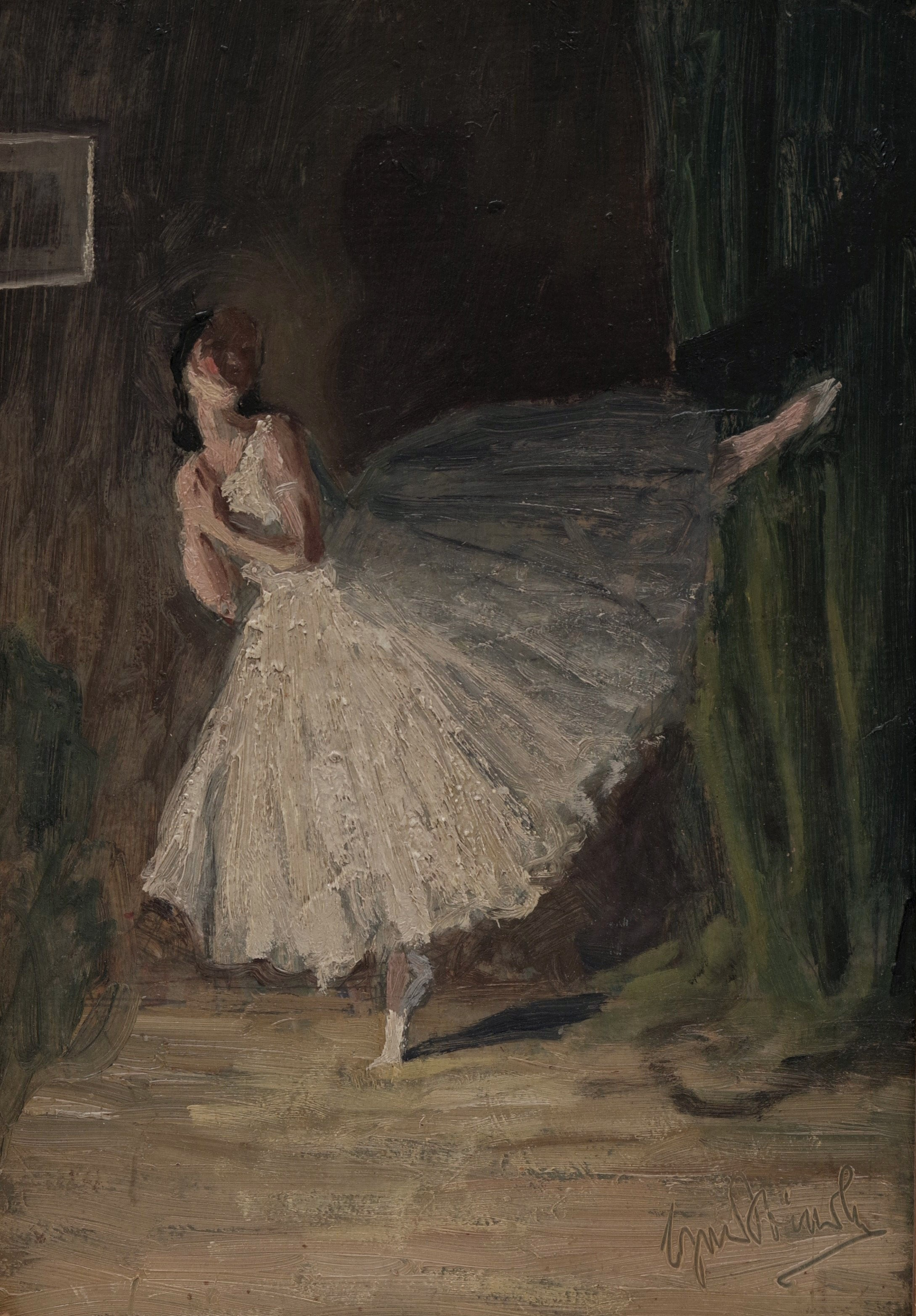
Tancerka, ok. 1900
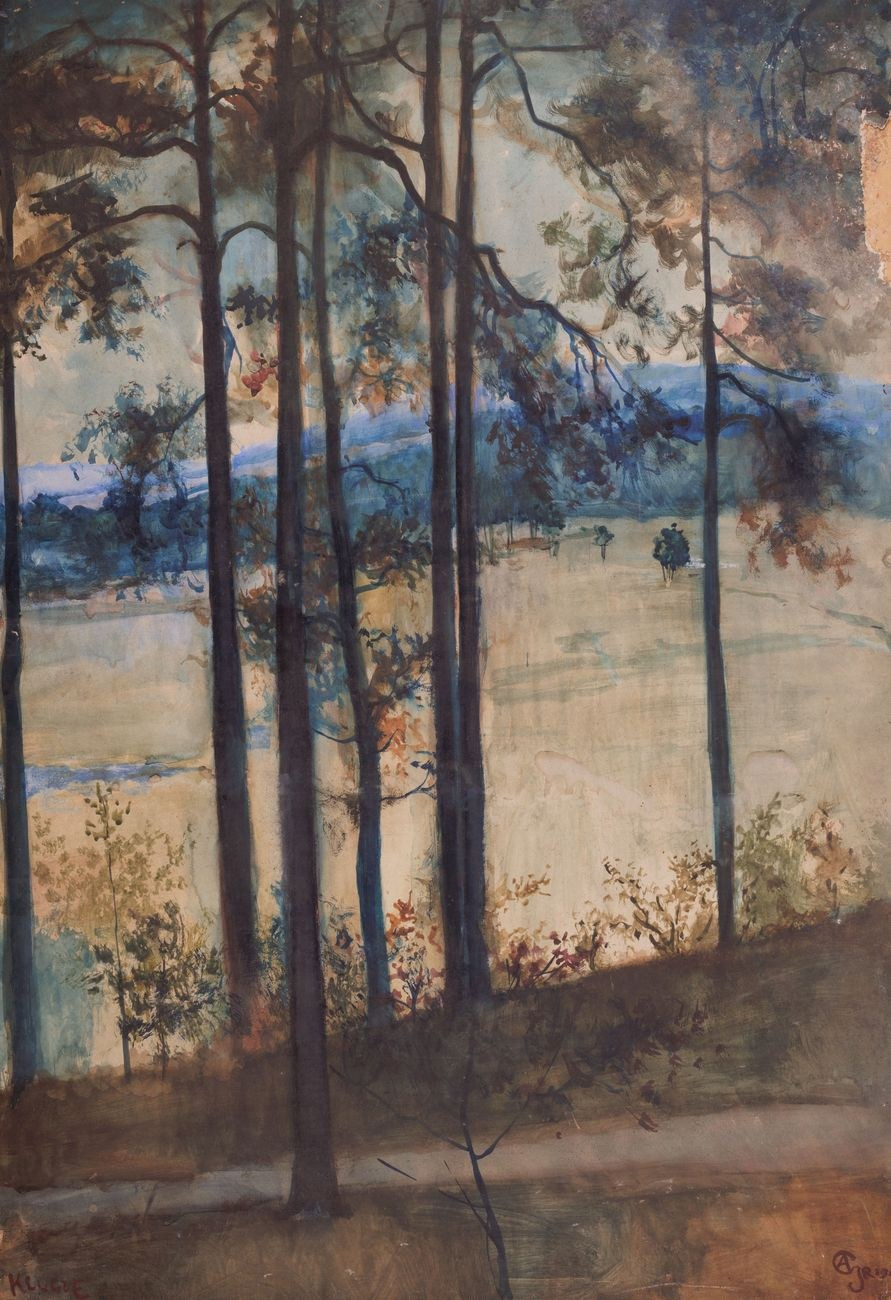
Pejzaż z Kluczy, 1911
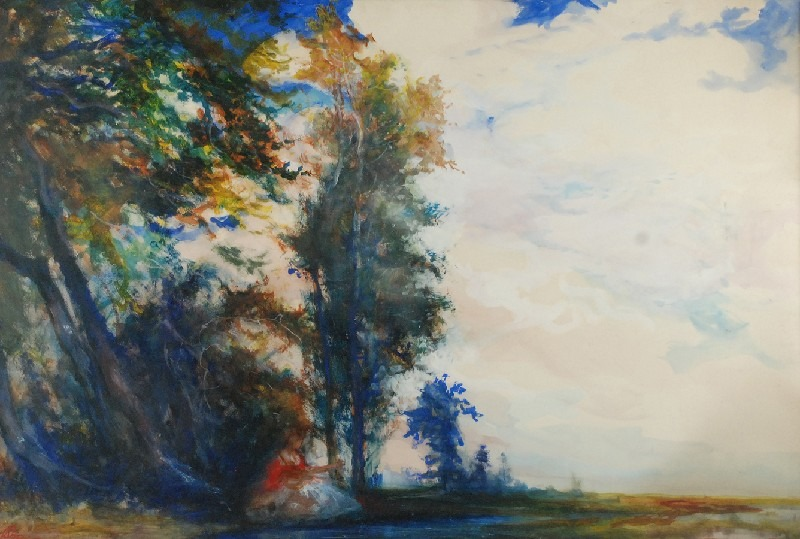
Romans, 1919